# Paraplatoides hirsti
Espèce
Paraplatoides hirsti est une espèce d'araignées aranéomorphes de la famille des Salticidae.

## Distribution
Cette espèce est endémique d'Australie-Méridionale. Elle se rencontre vers Marcollat et Morgan.

## Description
La carapace du mâle holotype mesure 1,80 mm de long sur 1,00 mm et l'abdomen 3,00 mm et la carapace de la femelle paratype mesure 1,65 mm de long sur 0,85 mm et l'abdomen 2,85 mm.

## Étymologie
Cette espèce est nommée en l'honneur de David B. Hirst.

## Publication originale
- Żabka, 1992 : Salticidae (Arachnida: Araneae) from Oriental, Australian and Pacific regions, VII. Paraplatoides and Grayenulla - new genera from Australia and New Caledonia. Records of the Australian Museum, vol. 44, no 2, p. 165-183 (texte intégral).